# Tertúlia Rio de Prata
A TertúliaRio de Prata foi uma tertúlia fundada no ano de 1992 por cinco poetas: António Manuel Couto Viana (Viana do Castelo, 1923 - Lisboa, 2010), Ulisses Duarte (Matosinhos, 1923 - Lisboa, 2007), Luís de Sousa Dantas (1946, Ponte de Lima –  Lisboa 2011), João Marcos (Rebordões, 1923 - Lisboa 2005) e Luís Graça.
Com o tempo foram convidados a participar nesta tertúlia Julião Bernardes, José Fernando Tavares, Paulo Jorge Brito e Abreu, António Vera, Joaquim Evónio de Vasconcelos, Armando Taborda, Maria Natália Miranda, Manuela Rodrigues, Fernando Pinto Ribeiro, Cristino Cortes, Henrique Madeira, Maria Melo, Ana Briz, Susete Viegas, Isabel Gouveia, José Manuel Correia, Rui Cacho, Filipe Papança, José Junça, Tereza Moura Guedes, Maria Virgínia Monteiro, Rosélia Martins, António João Bispo, Gisela Mendonça, Fernando Botto Semedo.
Segundo o ensaísta, escritor e poeta Paulo Jorge Brito e Abreu o nome de Tertúlia vem de Quinto Septimio Florente Tertuliano que instituiu esse Ágape, convívio criativo e cultural.
Os membros da Tertúlia reuniam-se nas tardes de sexta-feira, no restaurante Rio Prata situado na Avenida Visconde de Valmor, n.º 32 em Lisboa,  do qual tomaram o nome, frente à residência do poeta Ulisses Duarte (n.º 37). Após a extinção deste restaurante os membros da Tertúlia Rio de Prata, que manteve este nome, passaram reunir-se no Lisbon Coffee, situado na mesma avenida, Casa das Beiras durante poucos meses, depois numa sala cedida pela Sociedade Histórica da Independência de Portugal e, finalmente, a Tertúlia reune-se na Associação 25 de Abril.
As publicações coletivas dos membros desta Tertúlia têm títulos simbólicos como Aquilégia, Poetânea, Homenagem.
A Tertúlia ainda existe, embora muitos dos seus membros tenham morrido e outros desapareceram sem se saber nada sobre eles, como é Fernando Botto Semedo. Encontram-se esporadicamente num sítio combinado, tendo como coordenador o poeta Julião Bernardes. 

#### Volumes coletivos
- Um corpo de três / António Manuel Couto Viana, José Cúcio, Victor Milheirão ; versão espanhola Julião Bernardes. 1a ed. Lisboa : Vega, 1998.

- Aquilégia / António João Bispo... [et al.] ; rev., coord. Julião Bernardes. 1a ed. [S.l. : s.n.], 2003.

- Homenagem a Teixeira de Pascoaes, pelos escritores da Tertúlia "Rio de Prata" e convidados / coord. Julião Bernardes. [Lisboa] : T.R.P.. 2004.

- Poetânea 4 / António Vera... [et al.] ; coord. Julião Bernardes. 1a ed. [S.l. : s.n.], 2006.

- Poetânea 5 / Ana Elisa Mercadante... [et al.] ; coord. Julião Bernardes. 1a ed. [S.l. : s.n.], 2006.
- Poetânea 6 / Ana Briz... [et al.] ; coord. Julião Bernardes. 1a ed. [S.l. : s.n.], 2007.

- Poetânea 7 / Fernando Pinto Ribeiro... [et al.] ; coord. Julião Bernardes. 1a ed. [S.l. : s.n.], 2008.
- Florilégio de Natal : Tertúlia Rio de Prata e convidados / Edith Arvelos... [et al.] ; coord. Julião Bernardes. 1a ed. [S.l.] : E. Arvelos, 2008.

- Florilégio de Natal / Tertúlia Rio de Prata e convidados / coord. Julião Bernardes. S. Mamede de Infesta : Edium, 2010.

- Antologia do Florilégio de Natal / Tertúlia Rio de Prata e convidados / coord. Julião Bernardes. S. Mamede de Infesta : Edium, 2011.

- A palavra é uma espada : homenagem ao poeta Joaquim Evónio, 1938-2012 / Tertulia Rio de Prata ; coord. Julião Bernardes. 1a ed. [S.L.] : Tertúlia Rio de Prata, 2013.